# Municipio de Wetmore (Pensilvania)
El municipio de Wetmore  (en inglés: Wetmore Township) es un municipio ubicado en el condado de McKean en el estado estadounidense de Pensilvania. En el año 2000 tenía una población de 1.721 habitantes y una densidad poblacional de 8.4 personas por km².

## Geografía
El municipio de Wetmore se encuentra ubicado en las coordenadas 41°40′00″N 78°43′59″O / 41.66667, -78.73306.

## Demografía
Según la Oficina del Censo en 2000 los ingresos medios por hogar en la localidad eran de $36,857 y los ingresos medios por familia eran $41,779. Los hombres tenían unos ingresos medios de $32,738 frente a los $22,875 para las mujeres. La renta per cápita para la localidad era de $17,128. Alrededor del 9,3% de la población estaban por debajo del umbral de pobreza.